# جيمس فولتون (لاعب كريكت)
جيمس فولتون (27 يونيو 1830 - 20 نوفمبر 1891) (بالإنجليزية: James Fulton)‏ هو سياسي ولاعب كريكت نيوزلندي.

## وصلات خارجية
- جيمس فولتون على موقع إي آس بي آن كريك إنفو (الإنجليزية)